# Número bariônico
Em física de partículas, o número bariônico (português brasileiro) ou número bariónico (português europeu), representado pela letra B, é um número quântico que é igual a {\displaystyle +1} para os bárions, {\displaystyle -1} para os antibárions e {\displaystyle 0} para as demais partículas.
Pode ser definido como um terço do número de quarks menos o número de antiquarks dentro do sistema:[carece de fontes?]
{\displaystyle B={\frac {N_{q}-N_{\overline {q}}}{3}}} .
Nessa expressão, {\displaystyle B} é o número bariônico, {\displaystyle N_{q}\ } é o número de quarks, e {\displaystyle N_{\overline {q}}} é o número de antiquarks.